# Belo (Familienname)
Belo ist ein portugiesischer Familienname.

## Namensträger
- Abel da Costa Belo, osttimoresischer Politiker
- Ana da Costa da Silva Pinto Belo (* 1999), osttimoresische Taekwondoin
- Ana Paula Rodrigues Belo (* 1987), brasilianische Handballspielerin
- Virgínia Ana Belo (* 1971), osttimoresische Politikerin
- André da Costa Belo (1957–2018), osttimoresischer Freiheitskämpfer und Politiker
- António Belo, osttimoresischer Unabhängigkeitsaktivist
- António Mendes Belo (1842–1929), portugiesischer Kardinal
- Carlos Filipe Ximenes Belo (* 1948), ehemaliger römisch-katholischer Bischof aus Osttimor
- Césario Ximenes Belo, osttimoresischer Soldat
- Custódio Belo (* 1951), osttimoresischer Freiheitskämpfer
- Euclides Belo (* 1974), osttimoresischer Polizist
- Felipe Dias da Silva dal Belo (* 1984), brasilianischer Fußballspieler, siehe Felipe (Fußballspieler, 1984)
- Francisco Belo (* 1991), portugiesischer Kugelstoßer
- Hakeem Belo-Osagie (* 1955), nigerianischer Investor und Unternehmer
- Héctor Belo (1905–1936), uruguayischer Fechter
- Helena Martins Belo, osttimoresische Politikerin
- Imelda Felicita Ximenes Belo (* 1998), osttimoresische Schwimmerin
- João Belo (1876–1928), portugiesischer Offizier und Politiker
- José Agostinho da Costa Belo, osttimoresischer Beamter
- Manuel Belo (* 2001), osttimoresischer Mittelstreckenläufer und Olympiateilnehmer
- Maria Belo (Politikerin, 1938) (Maria de Jesús de Andrade Belo; * 1938), portugiesische Psychologin, Hochschullehrerin und Politikerin (PS)
- Maria de Fátima Belo, osttimoresische Politikerin (CNRT)
- Mário do Carmo Lemos Belo († 2005), osttimoresischer Geistlicher
- Mateus Ximenes Belo (* 1948), osttimoresischer Beamter
- Nicolau Lino Freitas Belo, osttimoresischer Politiker
- Odete Maria Belo (* 1973), osttimoresische Beamtin
- Odete Maria Freitas Belo (* 1966), osttimoresische Politikerin
- Paulo Assis Belo, osttimoresischer Politiker
- Pedro Belo, osttimoresischer Polizist
- Reinaldo Freitas Belo († 1984), osttimoresischer Freiheitskämpfer
- Roberto Belo (* 1969), uruguayischer Journalist, Radiomoderator und Produzent
- Roberto Belo Amaral Soares (* 2002), osttimoresischer Leichtathlet
- Roseli de Belo (* 1969), brasilianische Fußballspielerin
- Ruy Belo (1933–1978), portugiesischer Poet und Essayist
- Sandra Barata Belo (* 1978), portugiesische Schauspielerin
- Virgínia Ana Belo (* 1971), osttimoresische Politikerin